# Phare d'Anvil Point
le phare d'Anvil Point est un phare situé sur Anvil Point (en) dans le village côtier de Swanage du comté du Dorset en Angleterre.
Ce phare est géré par la Trinity House Lighthouse Service de Londres, l'organisation de l'aide maritime des côtes de l'Angleterre.

## Histoire
Le phare a été construit en pierre locale par l'ingénieur James Walker et a été mis en service en 1881. Il a été inauguré par le père de Neville Chamberlain, alors ministre des Transports. La tour du phare mesure douze mètres de hauteur. La lumière est émise à 45 m au-dessus du niveau de la mer pour donner un positionnement aux navires traversant la Manche.
À l'origine, la lumière a été alimentée par un brûleur à vapeur de paraffine. En 1960, le phare a été modernisé et électrifié. Il a été entièrement automatisé le 31 mai 1991 et est maintenant surveillé et contrôlé par le Centre de Contrôle des Opérations de Trinity House à Harwich.
Puis le phare a eu une lampe à incandescence de 1000 watt avec une intensité de 500. 000 Candela. Sa portée était d'environ 19 milles marins (soit 35 km), mais a été réduite à 9 milles nautiques (soit 17 km) à la suite de la révision des aides à la navigation en 2010. Le vieux signal de brouillard donnait un coup de canon toutes les cinq minutes. Le signal de brouillard a été remplacé en 1981 par un nouvel équipement automatique, mais il a été interrompu. En 2012, une lampe LED a été installée au-dessus de l'objectif rotatif Fresnel pour servir de lumière principale. Son signal est resté, comme auparavant, un flash blanc toutes les 10 secondes. L'ancienne lentille de Fresnel, bien qu'elle ne soit plus utilisée, reste en place dans la tour.
Le phare se trouve près d'un centre d'accueil et est parfois ouvert au public pour les visites guidées. Ce domaine est un site d'intérêt scientifique particulier. Certains des bâtiments anciens ont été rénovés en maisons de vacances.
Identifiant : ARLHS : ENG-001 - Amirauté : A0496 - NGA : 0544 .
|                         |
| Le phare (vue de terre) |

|                          |
| Le phare (vue de la mer) |

### Lien connexe
- Liste des phares en Angleterre